# Dingetje
Frank Paardekoper (Zandvoort, 15 december 1954), beter bekend als Dingetje, is een Nederlands artiest die zichzelf liever antiest noemt.  Hij neemt persiflages van bestaande nummers op, met heel af en toe een zelfgemaakt nummer ertussendoor.

## Ontstaan van Dingetje
In 1977 nam Dingetje op aanraden van toenmalig VARA radio dj Alfred Lagarde een persiflage op van de reggaehit Cocaine in my brain van Dillinger, de inspiratie voor de artiestennaam Dingetje. De Nederlandse vertaling, Ik ga weg Leen, werd geschreven door Ger Loogman, die samen met Michel Damen de producer was. Mede dankzij radioplugger en jeugdvriend Ger Loogman (die samen de liedjes met Frank Paardekooper opneemt) werd Ik ga weg Leen een hit in de destijds twee landelijke hitlijsten op Hilversum 3 (de Nederlandse Top 40 en Nationale Hitparade).

## Verdere nummers
Zijn tweede single was De Vaandeldrager, een persiflage op The Floral Dance van The Brighouse and Rastrick Brass Band, waarvan de Nederlandse tekst geschreven werd door André van Duin; de single bleef steken in de Tipparade.
Op muziek van het Chic-nummer Chic Cheer maakte Dingetje in 1980 de single Dit is de zender van illegale Joop. Aanleiding hiervoor was het na een eerder verbod toestaan van het "27 MC-bakkie". De opnamen vonden plaats onder technische leiding van Rob van Donselaar en technicus JP Exalto in de Zeezichtstudio in Haarlem. De productie was in handen van Peter Schön en Ger Loogman.
In 1981 had Dingetje opnieuw een hit, ditmaal met het op Shaddap You Face van Joe Dolce geïnspireerde Houtochdiekop. Minder succesvol was dat jaar het nummer Klerezooitje, een parodie op het nummer Baggy Trousers van Madness. Dit werd opgenomen in de Wisseloordstudio's in Hilversum.
In deze periode kwam ook Met melk meer mans uit, waarin hij het levensverhaal van een melkboer vertelt. Het nummer was een parodie op Giddy up Go van Gerard de Vries. Deze nummers zijn uiteindelijk uitgebracht op de eerste lp van Dingetje, getiteld Dertien Daverende Dingetjes.
In 1982 had Dingetje een carnavalshit met het nummer Ik wil voor mijn verjaardag een Dolly Dot. Ook dit nummer werd geproduceerd door Ger Loogman, tezamen met Richard de Bois en met Peter van Asten, die ook alle hits van de Dolly Dots produceerde.
In de jaren tachtig trad Paardekooper nog weleens op met een orkestband, maar door zijn reguliere werk bij een luchtvaartmaatschappij en het feit dat het hem niet echt vreugde bracht, besloot hij daarmee te stoppen. In die periode werd nog de single De man van het journaal uitgebracht, met daarin een sample van de beginmelodie van het NOS-journaal.
Begin jaren negentig had hij weer succes met een parodie op De rode schoentjes van Booming Support, getiteld Kaplaarzen. In dit nummer, de grootste van zijn zes Top 40-hits, noemt hij zichzelf Manus. Later volgde het nummer Praat geen poep (een cover van het nummer Funk dat van Sagat), dat eveneens de hitlijsten haalde. Eind jaren negentig werden nummers uitgebracht als Sambal bij (Op en neer) als parodie op Up and down van de Vengaboys. Deze periode werden de nummers geproduceerd door Paul Post en Ger Loogman in de Rosegarden Studio in Utrecht.

## Somertijd
Dingetje is ook te horen in het radioprogramma Somertijd. Een deel van de tunes is door hem ingesproken, en aanvankelijk verzorgde hij ook enkele vaste onderdelen van het programma. Dingetje was te horen na de tweede plaat in het tweede uur. Eerst kwam er een gezongen melodie op de muziek van The Floral Dance - Ik ben vaandeldrager, daarna kwam het Dagelijks Dingetje, waarin hij de aanhef geeft van een zin, die luisteraars zo creatief mogelijk moeten afmaken.
Sinds 2010 is Dingetje elke vrijdag te gast in het programma, waar hij ieder half uur de verkeersinformatie voorleest als verschillende typetjes.
In 2010 nam Dingetje een nieuw nummer op met de titel Ben je aan de rees Kees, dat een parodie op Car song van Woody Guthrie was. Op 18 januari 2011 werd bij Somertijd een nieuwe single van Dingetje uitgezonden, getiteld Kale kano. Binnen 48 uur kwam dit nummer op 4 in de iTunes-downloadhitlijsten.

## YouTube
Paardekooper beschikt over een YouTube-kanaal waar verschillende parodieën te vinden zijn, net als video’s van zijn werkzaamheden voor het radioprogramma Somertijd.

## Discografie

### Albums
| Album met eventuele hitnotering(en) in de Nederlandse Album Top 100 | Datum van verschijnen | Datum van binnenkomst | Hoogste positie | Aantal weken | Opmerkingen |
| ------------------------------------------------------------------- | --------------------- | --------------------- | --------------- | ------------ | ----------- |
| Dertiendaverendedingetjes                                           | 1981                  | -                     | -               | -            |             |
| Rubber, Gevulde Koeken en Zwaailichten                              | 1992                  | 16-05-1992            | 64              | 5            |             |
| The Ultimate Collection                                             | 1994                  | -                     | -               | -            |             |

### Singles
| Single met eventuele hitnotering(en) in de Nederlandse Top 40 | Datum van verschijnen | Datum van binnenkomst | Hoogste positie | Aantal weken | Opmerkingen                                                      |
| ------------------------------------------------------------- | --------------------- | --------------------- | --------------- | ------------ | ---------------------------------------------------------------- |
| Ik ga weg Leen                                                | 1977                  | 10-09-1977            | 10              | 5            | Nr. 9 in de Nationale Hitparade                                  |
| De vaandeldrager                                              | 1978                  | -                     | tip 13          | -            | met Koor Diplomiek                                               |
| Dit is de zender van Illegale Joop                            | 1980                  | 15-03-1980            | 28              | 4            | Nr. 17 in de Nationale Hitparade / Nr. 26 in de TROS Top 50      |
| Houtochdiekop                                                 | 1981                  | 14-03-1981            | 9               | 7            | Nr. 5 in de Nationale Hitparade / Nr. 12 in de TROS Top 50       |
| Ik wil voor mijn verjaardag een Dolly Dot                     | 1982                  | -                     | tip 10          | -            | Nr. 22 in de Nationale Hitparade                                 |
| Het drinklied                                                 | 1983                  | -                     | tip 15          | -            | met Het Zandvoorts Mannenkoor / Nr. 38 in de Nationale Hitparade |
| Kaplaarzen (De rubberen laarzen)                              | 1992                  | 28-03-1992            | 3               | 9            | Nr. 3 in de Nationale Top 100                                    |
| Praat geen poep                                               | 1994                  | 19-02-1994            | 30              | 4            | Nr. 23 in de Mega Top 50                                         |
| Sambal bij? (Op & neer)                                       | 1998                  | 06-06-1998            | 29              | 6            | Nr. 30 in de Mega Top 100                                        |

### Info en overige singles
- Ik ga weg Leen (1977, persiflage van Cokane in My Brain door Dillinger)
- De vaandeldrager (1978, persiflage van The Floral Dance door The Brighouse and Rastrick Brass Band)
- Reggae met een rumboon (1979, als Van Dingetje & Co., persiflage van Hacka Tacka Music door Baba & Roody)
- Dit is de zender van Illegale Joop (1980, op de melodie van Chic Cheer door Chic)
- Houtochdiekop (1981, persiflage van Shaddap You Face door Joe Dolce)
- Henkie (1981, persiflage van Duncan door Slim Dusty)
- Het drinklied (1983, persiflage van Drink, Drink, Drink (The Drinking Song) door Victor Male Chorus, musical The Student Prince (1954))
- Schiet op (1984, persiflage van Get Up (I Feel Like Being a) Sex Machine door James Brown)
- De man van het Journaal (Goeienavond) (1985, persiflage van 19 door Paul Hardcastle)
- Een nacht in Mokum (1985, persiflage van One Night in Bangkok door Murray Head)
- Het maakt me niks meer uit (Het grote lied van onverschilligheid) (1990, persiflage van The Great Song of Indifference door Bob Geldof)
- Kaplaarzen (De rubberen laarzen) (1992, persiflage van De rode schoentjes door Booming Support)
- Hoe spreekt 'ie (Braaf) (1992)
- Ik en mevrouw Jansen (1992, persiflage van Me and Mrs. Jones door Billy Paul)
- Praat geen poep (1994, persiflage van Funk dat door Sagat)
- Je t'aime warme brie & natte sokken (1995, met Kitty Schubbe, persiflage van Je t'aime... moi non plus door Serge Gainsbourg & Jane Birkin)
- Sambal bij? (Op & neer) (1998, persiflage van Up and Down door Vengaboys)
- Mag ik ... (1998, persiflage van Would You...? door Touch and Go)
- Zieke kip (Ophokkûh nou!) (2006, op de melodie van De vogeltjesdans door De Electronica's
- Ben je aan de rees Kees (2009, persiflage van Riding in My Car (Car Song) door Woody Guthrie)
- Ik wil een kale kano (2011)